# 伊格爾里弗 (密歇根州)
伊格爾里弗（英語：Eagle River）是一個位於美國密歇根州基威諾縣的普查規定居民點。根據2010年美國人口普查，該地共人口71人，而該地的面積約為15.45平方千米。同時該地也是基威諾縣的縣治。

## 地理
伊格爾里弗的座標為47°24′50″N 88°17′44″W / 47.41389°N 88.29556°W，而該地的平均海拔高度為198米（即650英尺）。